# Kateryna Dudchenko
Kateryna Dudchenko (en ucraniano: Катерина Дудченко; 14 de octubre de 1996) es una deportista ucraniana que compite en remo.
Ganó tres medallas en el Campeonato Europeo de Remo entre los años 2022 y 2024. Además, obtuvo una medalla de oro en el Campeonato Mundial de Remo de Mar de 2021.

## Palmarés internacional
| Campeonato Europeo | Campeonato Europeo | Campeonato Europeo | Campeonato Europeo |
| Año                | Lugar              | Medalla            | Prueba             |
| ------------------ | ------------------ | ------------------ | ------------------ |
| 2022               | Múnich (Alemania)  | Medalla de bronce  | Cuatro scull       |
| 2023               | Bled (Eslovenia)   | Medalla de oro     | Cuatro scull       |
| 2024               | Szeged (Hungría)   | Medalla de plata   | Cuatro scull       |